# Scheldeprijs 2023 (vrouwen)
Bij de vrouwen was het de derde editie. De vorige twee edities werden gewonnen door Lorena Wiebes. Deze derde editie werd eveneens gewonnen door Wiebes. De start en finish waren in Schoten. 

## Uitslag
| Plaats  | Naam                  | Ploeg              | tijd     |
| ------- | --------------------- | ------------------ | -------- |
| Winnaar | Lorena Wiebes         | Team SD Worx       | 3u06'30" |
| 2       | Charlotte Kool        | Team DSM           | z.t.     |
| 3       | Chiara Consonni       | UAE Team ADQ       | z.t.     |
| 4       | Rachele Barbieri      | Liv Racing TeqFind | z.t.     |
| 5       | Martina Fidanza       | Ceratizit-WNT      | z.t.     |
| 6       | Kristýna Burlová      | Lotto Dstny Ladies | z.t.     |
| 7       | Kathrin Schweinberger | Ceratizit-WNT      | z.t.     |
| 8       | Maggie Coles-Lyster   | Zaaf Cycling Team  | z.t.     |
| 9       | April Tacey           | Lifeplus Wahoo     | z.t.     |
| 10      | Letizia Paternoster   | Team Jayco AlUla   | z.t.     |

Mannen: 1907 · 1908 · 1909 · 1910 · 1911 · 1912 · 1913 · 1914 · 1915 · 1916 · 1917 · 1918 · 1919 · 1920 · 1921 · 1922 · 1923 · 1924 · 1925 · 1926 · 1927 · 1928 · 1929 · 1930 · 1931 · 1932 · 1933 · 1934 · 1935 · 1936 · 1937 · 1938 · 1939 · 1940 · 1941 · 1942 · 1943 · 1944 · 1945 · 1946 · 1947 · 1948 · 1949 · 1950 · 1951 · 1952 · 1953 · 1954 · 1955 · 1956 · 1957 · 1958 · 1959 · 1960 · 1961 · 1962 · 1963 · 1964 · 1965 · 1966 · 1967 · 1968 · 1969 · 1970 · 1971 · 1972 · 1973 · 1974 · 1975 · 1976 · 1977 · 1978 · 1979 · 1980 · 1981 · 1982 · 1983 · 1984 · 1985 · 1986 · 1987 · 1988 · 1989 · 1990 · 1991 · 1992 · 1993 · 1994 · 1995 · 1996 · 1997 · 1998 · 1999 · 2000 · 2001 · 2002 · 2003 · 2004 · 2005 · 2006 · 2007 · 2008 · 2009 · 2010 · 2011 · 2012 · 2013 · 2014 · 2015 · 2016 · 2017 · 2018 · 2019 · 2020 · 2021 · 2022 · 2023 · 2024 · 2025
Vrouwen: 2021 · 2022 · 2023 · 2024 · 2025